# .im
.im — национальный домен верхнего уровня для острова Мэн.
Существует версия, что некоторые компании — разработчики программного обеспечения в области систем мгновенных сообщений — выбирают домен .im по причине привлекательности этой аббревиатуры, которая может расшифровываться как Instant Messenger.
Однако более вероятной является та версия, что остров Мэн как Коронное владение Британской короны обладает существенными внутренними преференциями в юридической практике — и потому является привлекательной офшорной зоной, где фискальная политика и законодательство об авторском праве позволяют осуществлять более свободную деятельность, особенно в сфере IT-технологий.
По этой причине здесь располагаются серверы и офисы IT-компаний, например, штаб-квартира компании Canonical Ltd. (разработчик свободного программного обеспечения, в частности, ОС Ubuntu).